# Eric Washington
Eric Maurice Washington (* 23. März 1974 in Pearl, Mississippi) ist ein ehemaliger US-amerikanischer Basketballspieler, der auf der Position des Point Guards eingesetzt wird und zuletzt für den Nürnberger BC in der zweiten Basketball-Bundesliga ProB aktiv war.

## Karriere
Washington begann sein Studium im Jahr 1993 an der renommierten University of Alabama, nachdem er zuvor in seiner Heimatstadt Pearl das Abitur bestanden hatte. In seiner Collegelaufbahn bestritt er insgesamt 112 Spiele und war in der Saison 1995/96 mit insgesamt 18,6 Punkten pro Partie statistisch gesehen sogar der erfolgreichste Akteur der NCAA.
Nach seiner Collegezeit meldete er sich zum NBA-Draft 1997 an und wurde an 47. Stelle von den Orlando Magic gedraftet, die ihn anschließend zu den Denver Nuggets transferierten. Für diese bestritt Washington in zwei Jahren insgesamt 102 Spiele, in denen ihm 6,9 Punkte pro Partie gelangen. Anschließend verschlug es den verheirateten Familienvater nach Europa, wo er zuerst für AO Dafni aus Athen in Griechenland, und anschließend zwei Jahre für die Baskets aus Rimini in Italien auf Korbjagd ging. Es folgte ein kurzes Engagement beim israelischen Erstligisten Hapoel Jerusalem, wo er zu drei Einsätzen im ULEB Cup kam, anschließend allerdings durch den damals neu verpflichteten, heute russischen Nationalspieler Kelly McCarty verdrängt wurde. Anschließend kehrte er in die USA zurück, wo er für die Idaho Stampede während der Spielzeit 2005/06 insgesamt 45 Spiele in der CBA zum Einsatz kam, ehe er nach Finnland wechselte, wo er die letzten fünf Jahre aktiv war. In dieser Zeit spielte Washington für drei verschiedene Klubs und galt immer als einer der besten Spieler der Liga, weshalb er 2009 unter anderem zum „1st Division Player of the Year“ benannt wurde. Mit seinem letzten Verein in Finnland, den KTP Baskets Kotka, erreichte er das Halbfinale der Play-Offs.
Am 9. Juli 2010 gab der Nürnberger BC den durchaus überraschenden Wechsel Washingtons in die 2. Basketball-Bundesliga ProB bekannt. Bei seinen vorherigen Vereinen noch auf den Guardpositionen eingesetzt, soll er dort mit einer Körpergröße von 1,93 m die Lücke auf der Flügelposition (Small Forward) schließen. Als sich kein Erfolg einstellte, wurde der Vertrag schließlich Anfang 2011 vorzeitig aufgelöst.